# Hypocaustum

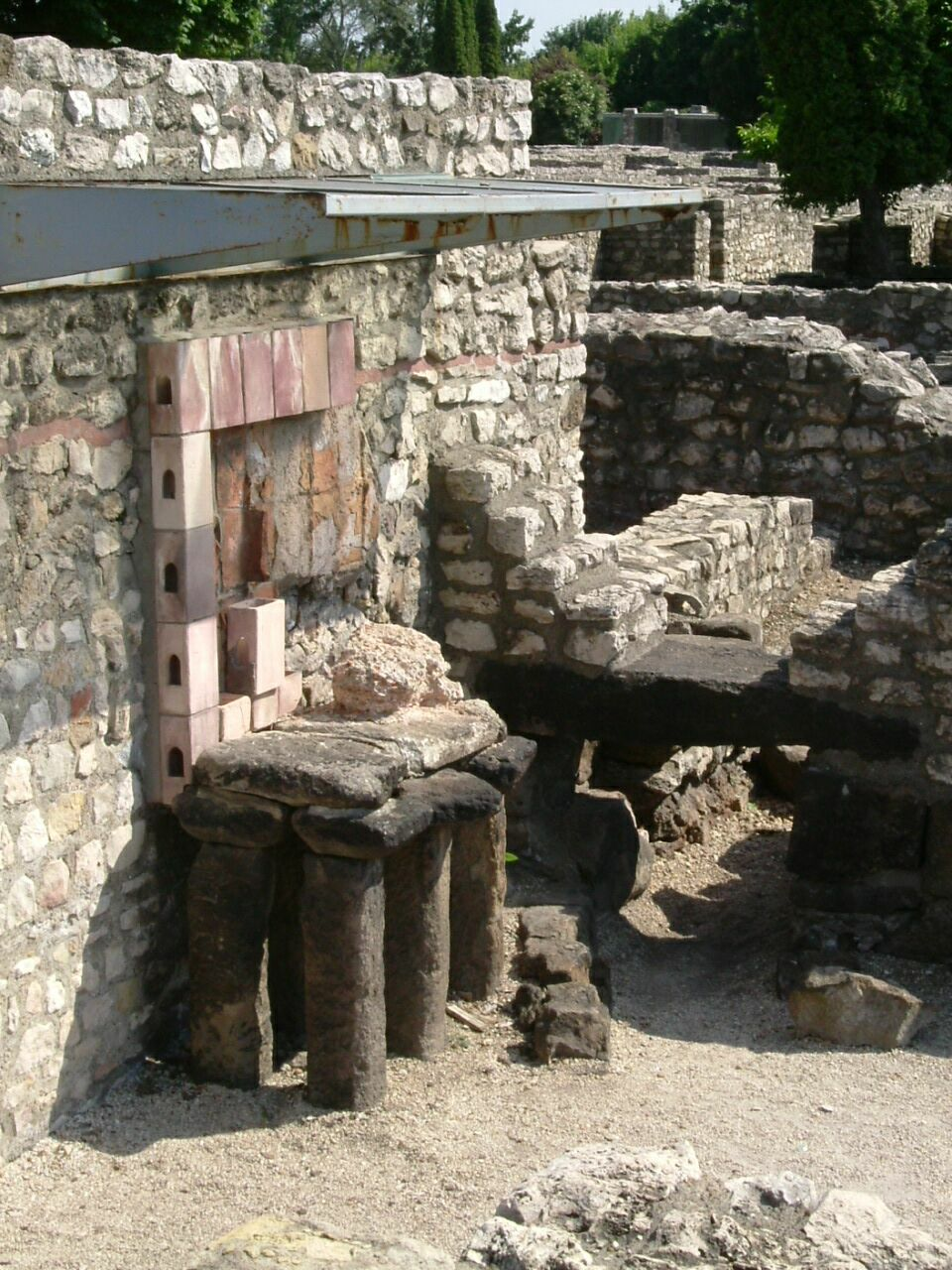
Aquincumi hypocaustum

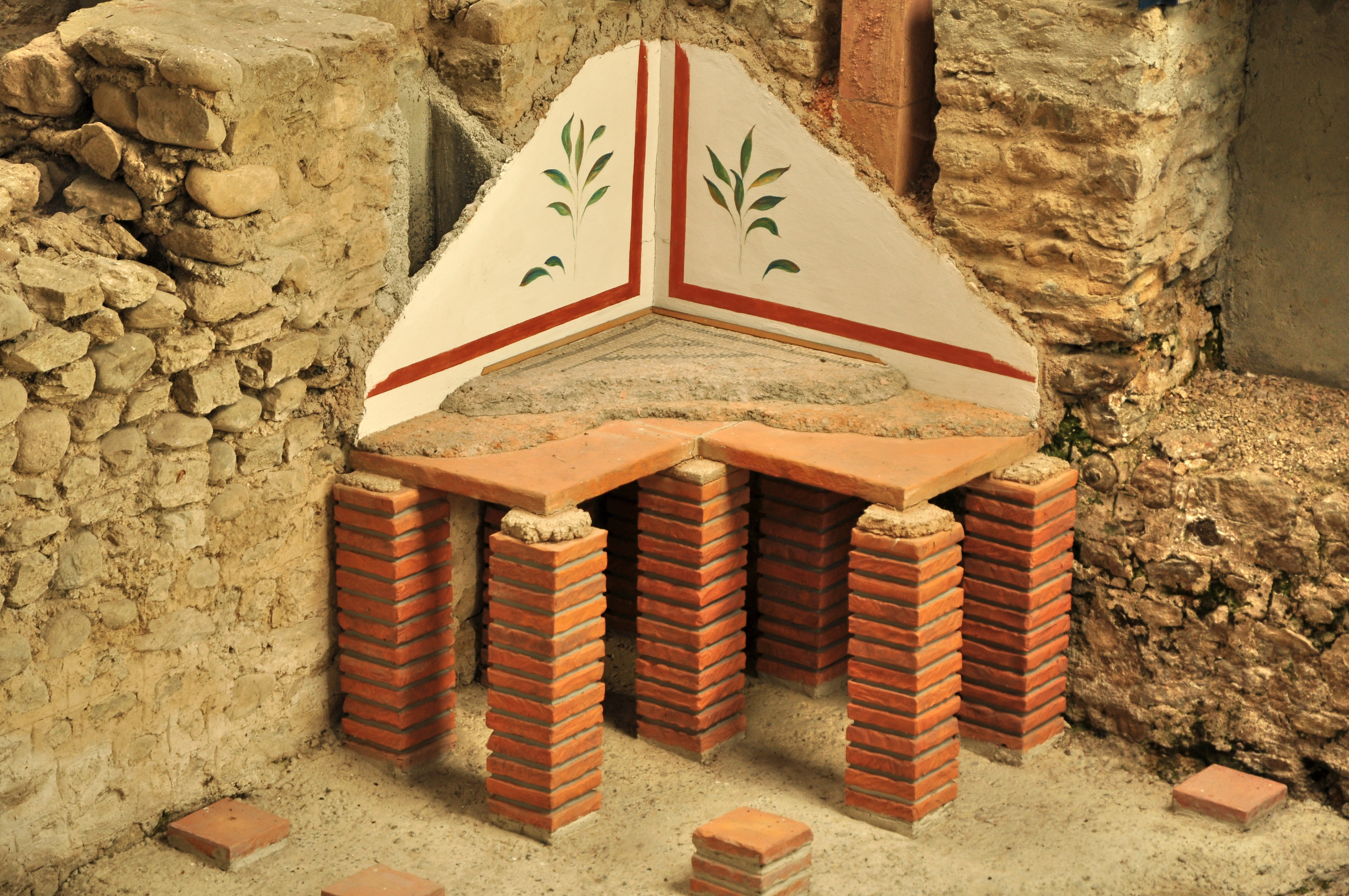
„Villa Rustica bei Seeb” hypocaustuma, Winkel, Svájc

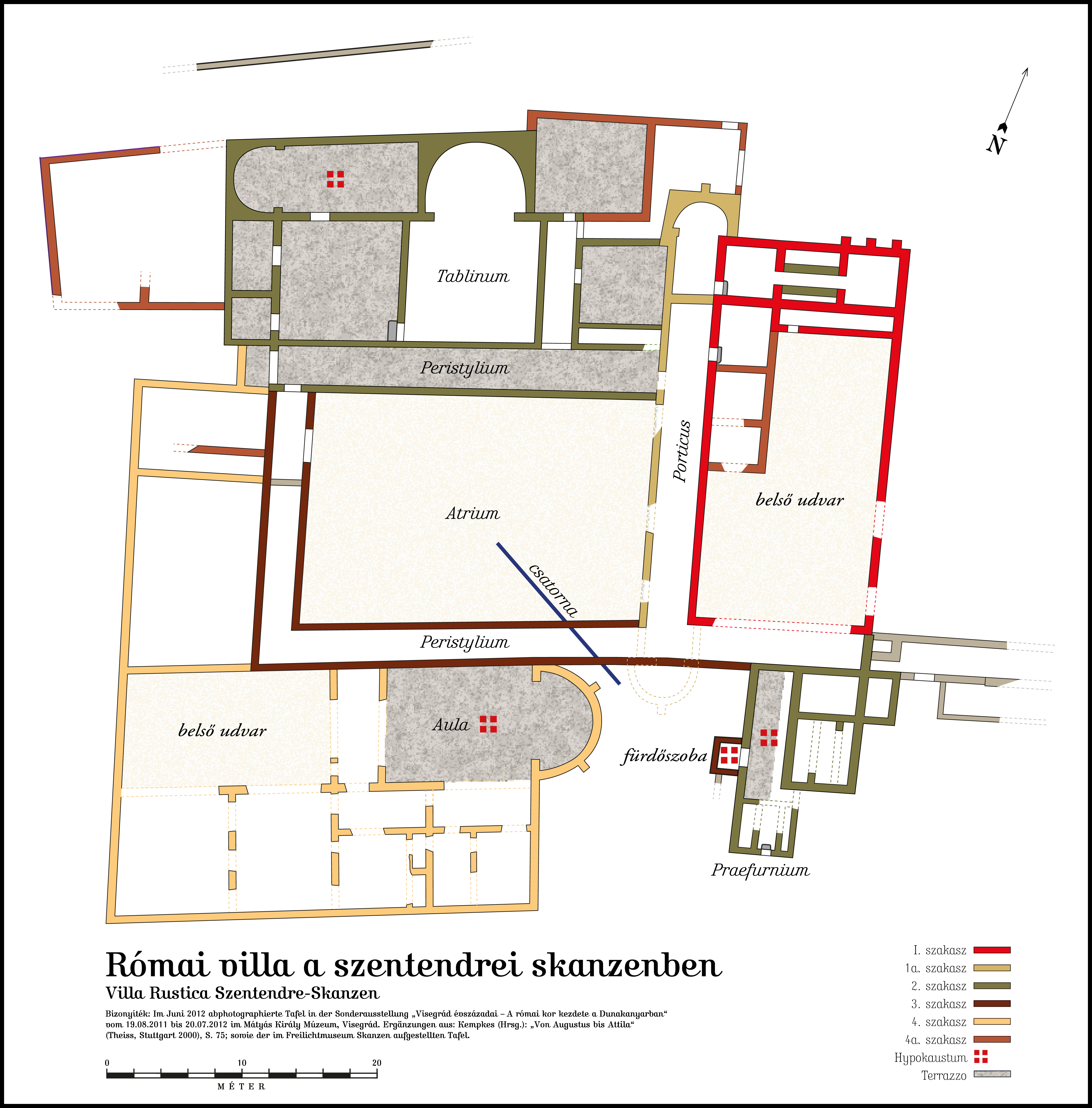
„Villa Rustica” alaprajza, amelynek egy praefurniuma volt, Szentendre, Magyarország

A hypocaustum az ókori római lakóépületek és fürdők központi fűtési rendszere volt, amely kemencével felmelegített levegőt áramoltatva a padló alatt és a falak üregei között, felmelegítette a helyiségek légterét. A caldarium volt a legforróbb helyiség egy római fürdőben. A legnagyobb ilyen rendszer a Caracalla termái nevű fürdőkomplexumban volt Rómában, amelynek caldariuma 115 méter széles volt. A fürdés ideje a délutáni órákra esett. Pompejiben még este is fürödtek, Rómában a fürdőket 2 órakor nyitották ki s naplementekor csukták be. A balneumok neve alatt ismeretes fürdők terve lényegében mindenütt ugyanaz volt.

## Működési elve
A rendszer meleg levegő áramoltatásával fűtötte ki az épületet. Három részből állt:
- praefurnium – egy épületen kívüli fűtőház, rendszerint egy kőből kirakott, süllyesztett helyiség.
- suspensura – tulajdonképpeni kis oszlopkákra helyezett, lebegtetett padló, amely alatt a meleg levegő keringett. Ennek magassága változó volt, annak függvényében, hogy az épületet mennyire kellett kifűteni a padló magasabb volt. Mivel nem minden esetben volt szükség a teljes felület kifűtésére, ilyenkor padló alatti keskenyebb vagy szélesebb csatornákban áramoltatták a levegőt.
- tubulatio – a falakba épített szellőző rendszer, amelyen át a részlegesen erejét vesztett meleg levegő távozott. Ez ott készült, ahol a lebegtetett padló a falhoz csatlakozott.

## Elterjedése
A hypocaustum a Római Birodalom északi provinciáiban terjedt el. Ilyen fűtőrendszer maradványok láthatók például Magyarországon is Aquincum, Ulcisia Castra, Intercisa romjai között. Leginkább a fürdőkben (therma) használták. Két napig fűtötték megállás nélkül a fürdő épülete alá süllyesztett kemencét, mire a hypocaustum rendszerének segítségével a megfelelő hőmérséklet kialakult a különféle fürdőhelyiségekben. Ilyenkor a csarnok padlója olyan meleg lett, hogy a fürdőzőknek speciális cipőt kellett viselniük, hogy a lábuk meg ne égjen.
A hypocaustumok használata még jó ideig a Római Birodalom bukása után is fennmaradt. A kályhák elterjedése előtt így próbálták fűteni a középkori Európa kolostorait, királyi palotáit is.